# Felice D'Errico
Felice D'Errico (Capua, 15 gennaio 1829 – Napoli, 25 agosto 1901) è stato un imprenditore e politico italiano.